# Busycon contrarium
Ốc xoắn buxin (Danh pháp khoa học: Busycon contrarium) là một loài ốc biển trong họ Buccinidae, đây là loài nguy cấp và được đưa vào sách đỏ ở Việt Nam. Ốc xoắn buxin là loại vỏ dày và lớn, vỏ có miệng ngược so với các loại vỏ khác. Các đường xoắn ốc ngắn, nhọn với những ụ nhô lên cao, Miệng vỏ ốc này rất rộng và dài, bên trong miệng có màu đỏ nâu. Bên ngoài vỏ bóng loáng, màu trắng với những đường chỉ màu xám.